# Эди, Дороти
До́роти Луи́за Э́ди (в некоторых источниках До́роти И́ди), также известная как Омм Сети или Ом Сети (Omm Sety, Om Seti) (16 января 1904, Лондон — 21 апреля 1981, Эль-Араба-эль-Мадфуна, Сохаг) — британская антиквар и фольклористка, а также хранительница Абидосского храма Сети I и чертёжница отдела египетских древностей. Стала известна своей верой в то, что в прошлой жизни была жрицей в Древнем Египте, а также своими значительными историческими исследованиями в Абидосе. Её жизнь и творчество были предметом многих статей, телевизионных документальных фильмов и биографий.

## Биография
Дороти Эди родилась в 1904 году в лондонском пригороде в семье портного. В возрасте трёх лет она упала с лестницы и сильно ударилась головой, семейный врач объявил её мёртвой. Час спустя, когда доктор вернулся, он обнаружил маленькую Дороти живой. После падения родители заметили странности в её поведении: она стала говорить с иностранным акцентом и просить вернуть её домой в место, которое она не могла описать. В 4 года родители отвели её в Британский музей. Когда они вошли в египетские галереи, маленькая девочка побежала по залам, целуя ноги статуй. Она нашла свой «дом».
Во время Первой мировой войны она переехала в дом своей бабушки в Суссексе. Здесь она занималась углублённым изучением Древнего Египта в публичной библиотеке. В конце 1920-х годов она окончила вечернее отделение Плимутского колледжа искусств.
В 1931 году, в возрасте 27 лет, Дороти устроилась на работу в лондонскую редакцию египетского журнала. Там она познакомилась со студентом из Египта, вышла за него замуж и переехала жить в Египет. У них родился сын, которого они назвали Сети. Их брак распался в 1935 году. Благодаря интересу к древностям, она познакомилась со многими известными египтологами XX века.
В возрасте 52 лет переехала в Абидос. Именно здесь её стали называть «Омм Сети», что значит «мать Сета». Она продолжила сотрудничество со многими известными египтологами и опубликовала несколько книг.
Умерла Дороти Эди 21 апреля 1981 года в деревне рядом со священным храмовым городом Абидос.
Она оставила после себя дневник, в котором подробно описывала свою прошлую жизнь. Этот дневник она велела прочесть только после своей смерти.

## Феноменреинкарнации
После травмы головы в трёхлетнем возрасте и, предположительно, пережитой клинической смерти, с ней стали происходить феноменальные вещи. Так, она утверждала, что много тысяч лет назад уже жила в древнем Египте, и её звали Бентрешит. Она жила в храме Сети, который был окружён красивым садом. Также она утверждала, что была жрицей и любовницей фараона Сети I. В храме её оставил отец — солдат, который не мог заботиться о ребёнке после смерти матери — простой торговки фруктами.
Будучи любовницей фараона, молодая Бентрешит забеременела. Верховный жрец храма сказал ей, что ребёнок, которого она ждет, будет большим проклятием и может создать различные проблемы для фараона, поэтому она решила (или была подстрекаема) покончить жизнь самоубийством.

## Доказательства феномена
Ещё при жизни Дороти Эди ученые и её коллеги-археологи пытались исследовать её феномен. Так, по её утверждениям, возле храма Сети росли деревья и сад. Это противоречило данным археологов, которые утверждали, что в том месте сада не было. Но затем её слова полностью подтвердились: археологи раскопали остатки сада. Сад был расположен в том самом месте, где, по словам Эди, и должен был быть.
Также Дороти Эди обладала невероятной способностью к изучению египетских символов. Она начала изучать египетские иероглифы в Британском музее, и все были поражены тем, как она смогла выучить новый язык с такой лёгкостью. Дороти Эди утверждала, что ей легко даётся изучение языка, потому что она не учит ничего нового, а только вспоминает забытое.
В 1956 году, когда Дороти Эди посетила храм Сети, главный инспектор из Департамента древностей, который слышал рассказы об Омм Сети, решил проверить её, чтобы выяснить, правдива ли история с реинкарнацией. Эди в почти полной темноте стояла возле определённых настенных росписей. Начальник отдела древностей велел ей описать их по воспоминаниям. Ответы были правильными. Рисунки и метки, которые опознала Эди никогда не публиковались. Но она не только знала все ответы, но и рассказала начальнику отдела древностей о том, что ещё не было обнаружено.
Она умела переводить чрезвычайно сложные произведения искусства, которые ставили в тупик даже величайших археологов. Её знание древнеегипетского языка помогало археологам, проводившим раскопки в Абидосе.
Также Дороти высказывала предположения, где искать гробницу царицы Нефертити — «Это в Долине царей, и совсем рядом с гробницей Тутанхамона».